# 马伊-内勒宅邸
马伊-内勒宅邸（法語：Hôtel de Mailly-Nesle，發音：[otɛl də maji nɛl]）是法国巴黎的一所贵族宅邸，建于17世纪，位于巴黎第七区伏尔泰堤岸29号及博讷街2-4号。 

## 历史

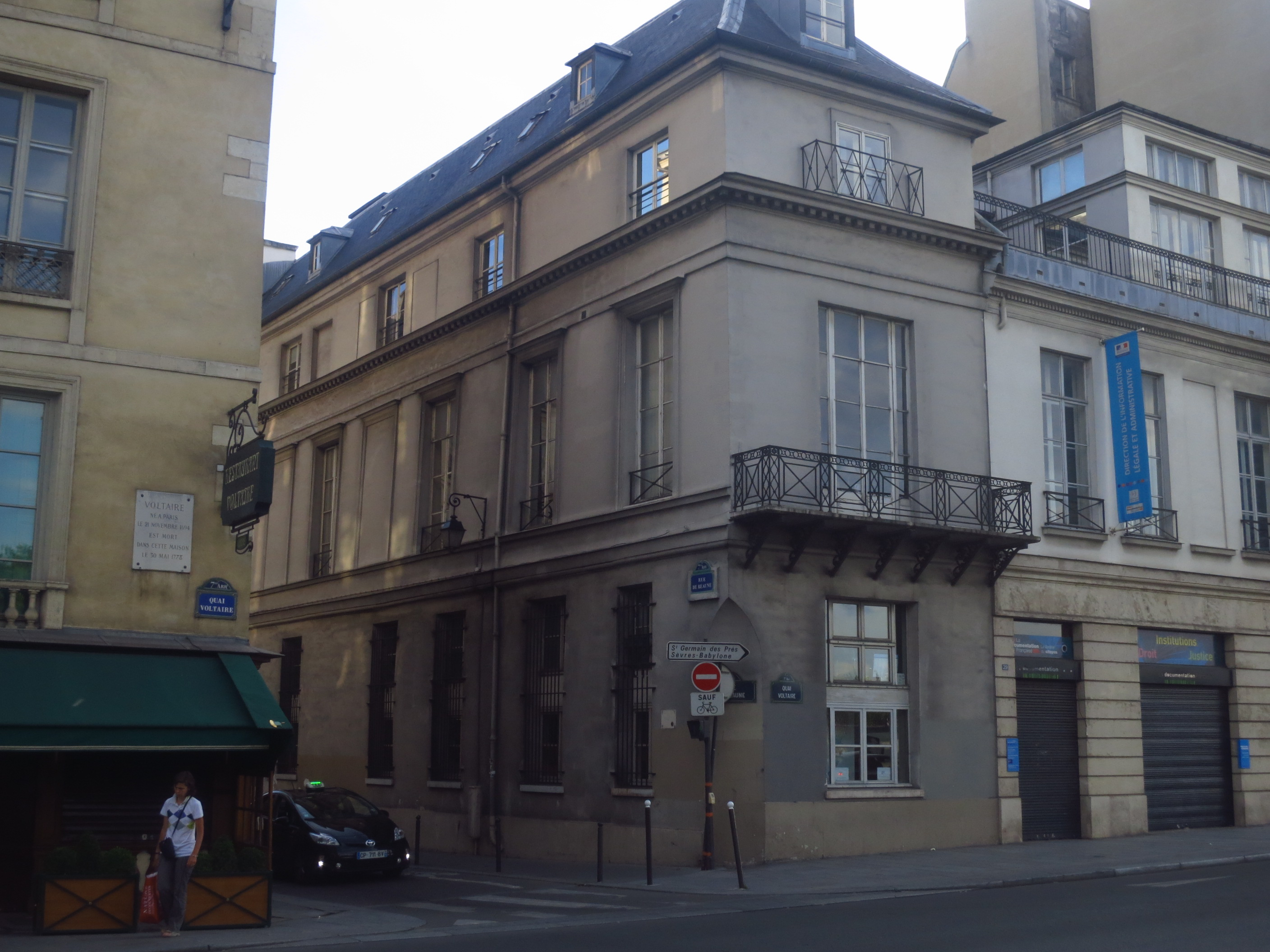

马伊-内勒宅邸为法国大革命期间1792年八月十日事件中负责防守杜伊勒里宫的法国元帅奧古斯丁-約瑟夫·德·馬伊的产业。
该建筑于1938年12月12日列为法国历史古迹。